# Enokstjärnen
Enokstjärnen är en sjö i Sollefteå kommun i Ångermanland och ingår i Ångermanälvens huvudavrinningsområde. Sjön har en area på 0,0605 kvadratkilometer och ligger 201,1 meter över havet.

## Delavrinningsområde
Enokstjärnen ingår i det delavrinningsområde (701193-160586) som SMHI kallar för Ovan None. Medelhöjden är 209 meter över havet och ytan är 2,27 kvadratkilometer. Räknas de 2 avrinningsområdena uppströms in blir den ackumulerade arean 19,09 kvadratkilometer. Loån (Viättån) som avvattnar avrinningsområdet har biflödesordning 2, vilket innebär att vattnet flödar genom totalt 2 vattendrag innan det når havet efter 27 kilometer. Avrinningsområdet består mestadels av skog (96 procent). Avrinningsområdet har 0,06 kvadratkilometer vattenytor vilket ger det en sjöprocent på 2,6 procent.